# 窦默墓碑
窦默墓碑，位于中国河北省邯郸市城西村，为邯郸市肥乡县的一个省级文物保护单位，类型为石刻，公布时间为1982年7月23日。
窦默墓碑的历史年代为元代。